# Peter Vives
Peter Vives Newey (Barcelona, 14 de juliol de 1987) és un actor, cantant i pianista català. De mare neozelandesa i pare català, és nebot del productor i ajudant de direcció neozelandès Murray Newey. És conegut pel seu paper a La Riera de TV3, on interpretava en Nil Guitart Pla.

## Carrera
Va començar la seva carrera interpretativa en 2004, amb una curta intervenció en la pel·lícula Amb el 10 a l'esquena.  El 2006 va interpretar The Cheetah Girls 2, la pel·lícula que el va donar a conèixer. Ha intervingut en Savage Grace (2007) i Sing for Darfur (2008). El 2009 va fer la seva primera aparició televisiva a la sèrie catalana 13 anys i dia, encara que només intervenia en un capítol. Aquest mateix any també va rodar la pel·lícula Paintball. El 2010 va aparèixer a el Divendres i en el curtmetratge Gear School Plug & Play. Com a actor protagonista, va interpretar el personatge de Nil Guitart, a la sèrie La Riera, de TV3. El 2011 va participar en el seu últim llargmetratge: Mil cretins i va intervenir també a Tvist.
Va Intervenir en 5 episodis en l'última temporada emesa de la sèrie de La 1, Águila roja, on es va donar a conèixer a nivell de l'Estat espanyol. En ella interpretava al capità de l'exèrcit anglès Patrick Walcott. El 2013 va interpretar el paper de Marcus Logan, un periodista anglès que s'enamora de Sira Quiroga (interpretada per Adriana Ugarte), la protagonista de la sèrie El tiempo entre costuras d'Antena 3, basada en una novel·la de Maria Dueñas. Es va incorporar a la segona temporada de la sèrie Velvet (Antena 3), on interpretava a Carlos i durant el 2017 ha passat a formar part del jurat de l'Oh Happy Day juntament amb Daniel Anglès i Gisela Lladó, i presentat per Anna Simon.
El juny del 2017 s'estrenà la pel·lícula Mil coses que faria per tu, dirigida per Dídac Cervera, on comparteix protagonisme amb Iris Lezcano.

## Obra[11]
Sèries
- 13 anys i un dia (TV3, 2009)
- La Riera (TV3, 2010-2013) ... Nil Guitart Pla
- Águila roja (La 1, 2013) ... Capità Patrick Walcott
- El tiempo entre costuras (Antena 3, 2013-2014) ... Marcus Logan
- Velvet (Antena 3, 2014) ... Carlos Álvarez
- Nit i dia (TV3, 2017)
- Jo també em quedo a casa (TV3, 2020)

Cinema
- Amb el 10 a l'esquena (2004)
- The Cheetah Girls 2 (2006)
- Savage Grace (2007)
- Sing for Darfur (2008)
- Paintball (2009)
- Di Di Hollywood (2010)
- Mil cretins (2011)
- EVA (2011)
- Invasor (2012)
- Barcelona, nit d'estiu (2013)
- Mil coses que faria per tu (2017)

Teatre
- El zoo de cristal (2014), de Tennessee Williams
- Tots fem comèdia (2013), escrit i dirigit per Joaquim Oristrell